# 남궁숙
남궁 숙(南宮淑, 1491년 ∼ 1553년)은 조선의 문신이다. 본관은 함열(咸悅). 자는 숙부(淑夫)이다. 관찰사 남궁찬(南宮璨)의 아들이다. 사헌부지평, 좌부승지, 한성부우윤과 관찰사 등을 역임하고, 동지중추부사(同知中樞府事)에 이르렀다.

## 생애
함열 남궁씨 중시조 남궁득희의 10세손이다.
1516년(중종(中宗) 11) 생원이 되고, 1533년(중종 28) 별시 문과에 병과로 급제하여 승문원박사에 보임되었다.
활쏘기에 능했으므로 1536년 교서관 부정자(校書館副正字)로서 관사(觀射)에서 1등하여 자급(資級)이 올랐다. 이후 사헌부 지평을 역임하였다.
1544년 안산군수(安山郡守)로 재직 중 청렴근면하고 백성들에게 선정을 베풀었다는 경기도관찰사 홍섬(洪暹)의 장계에 따라 가자되었다. 이 때 홍섬은 "안산 군수(安山郡守) 남궁숙(南宮淑)은 벼슬살이를 청렴 근신하게 하고 자봉(自奉)을 검소하게 하며 백성을 자식처럼 지성으로 사랑하고 부역을 균등하게 하여 권세있는 사람이라도 피하지 않으며, 상례 이외의 진상(進上) 물선(物膳)도 곤궁한 백성들이 갑자기 마련하느라 억울하게 허비하는 일이 있을까 염려하여 모두들 관(官)에서 자체로 준비하여 바쳤습니다. 지난 신축년(1541년)과 임인년(1542년)에 흉년을 구제할 때에는 친히 죽을 가지고 단기(單騎)로 촌락(村落)을 드나들며 마음을 다해 구제하여 온 지경이 이를 힘입어 완전히 살아나게 되었고 백성들이 조금이라도 원통하거나 억울한 일이 있으면 모두를 아들이 아비에게 호소하듯이 하여 서로의 심정이 막히는 간격이 없으므로, 서로들 명령대로 따르기를 언약하고 차마 속이지 않게 되어, 마치 옛적 순리(循吏)의 기풍이 있는 듯했습니다. 본 고을을 순찰할 때 품관(品官)·교생(校生)·백성들이 말 머리를 둘러싸고 백성을 애호한 것에 대한 뜻을 갖추 바쳤는데 실정을 자세히 살펴 보건대 허위로 하는 것이 아닌 것 같았습니다. 백성들을 애호하여 돌보는 정성이 오래되어도 쇠퇴하지 않았으니, 특별히 포장(褒奬)하는 은전을 내려 여타의 사람들도 힘쓰게 하소서."라고 서장(書狀)을 올렸다.
1547년(명종 2) 승정원 좌부승지(承政院左副承旨)에 제수되었다.
1548년 황해도관찰사(黃海道觀察使)가 되었다. 해주교생(海州校生) 안세복(安世福) 등이 남궁숙이 선정을 베풀었으니 계속 유임하게 해달라는 상소를 청하자 가선대부(嘉善大夫)로 가자되었다가 전라도관찰사로 전임되었다.
1550년(명종 5) 한성부우윤(漢城府右尹)을 역임하고, 1551년(명종 6) 함경도관찰사(咸鏡道觀察使)가 되었다. 1553년 3월 18일에는 함경도 관찰사로서 장계하기를, "지난 2월 21일 오시(午時)에 종성(種城) 지방에 무지개 형상과 같은 청홍색 운기가 동남방에서 일어나서 점점 옮겨져서 해를 에워쌌습니다. 해 둘레의 남과 북에 이(珥)가 하나씩 있었고, 동방에는 마치 연포(練布)를 곧게 세운 것과 같은 휜 운기가 있었으며, 또 서남방에는 쌍무지개가 섰습니다. 또 동북방에서 연포같이 기다란 흰 운기가 원을 만들며 매우 커졌는데 서북방 하늘 반쯤 차지하였고, 남으로 똑바로 해를 꿰었다가 미시가 되자 점점 사그라졌습니다."라고 아뢰었다.
1553년(명종 8) 10월 23일에 종2품 동지중추부사(同知中樞府事)로 졸(卒)하였다. 명리(名利)를 탐하였으나 직무에는 근면하여 사람들이 능력있는 관리라고 일컬었다.
묘는 서울특별시 도봉구 도봉동 산86에 있다.

## 가족
- 증조부 : 남궁치(南宮致)
  - 조부 : 남궁순(南宮順)
    - 아버지 : 관찰사 남궁찬(南宮璨)

  - 외조부 : 신자승(申自繩)
    - 어머니 : 평산 신씨(平山申氏)
      - 부인 : 정부인(貞夫人) 고흥 류씨(高興柳氏) - 류의성(柳宜誠)의 딸
        - 아들 : 연안 부사(延安府使) 남궁제(南宮悌)

      - 부인 : 정부인(貞夫人) 전주 이씨(全州李氏) - 취산군(鷲山君) 이영(李穎)의 딸